# Eden Mohila College

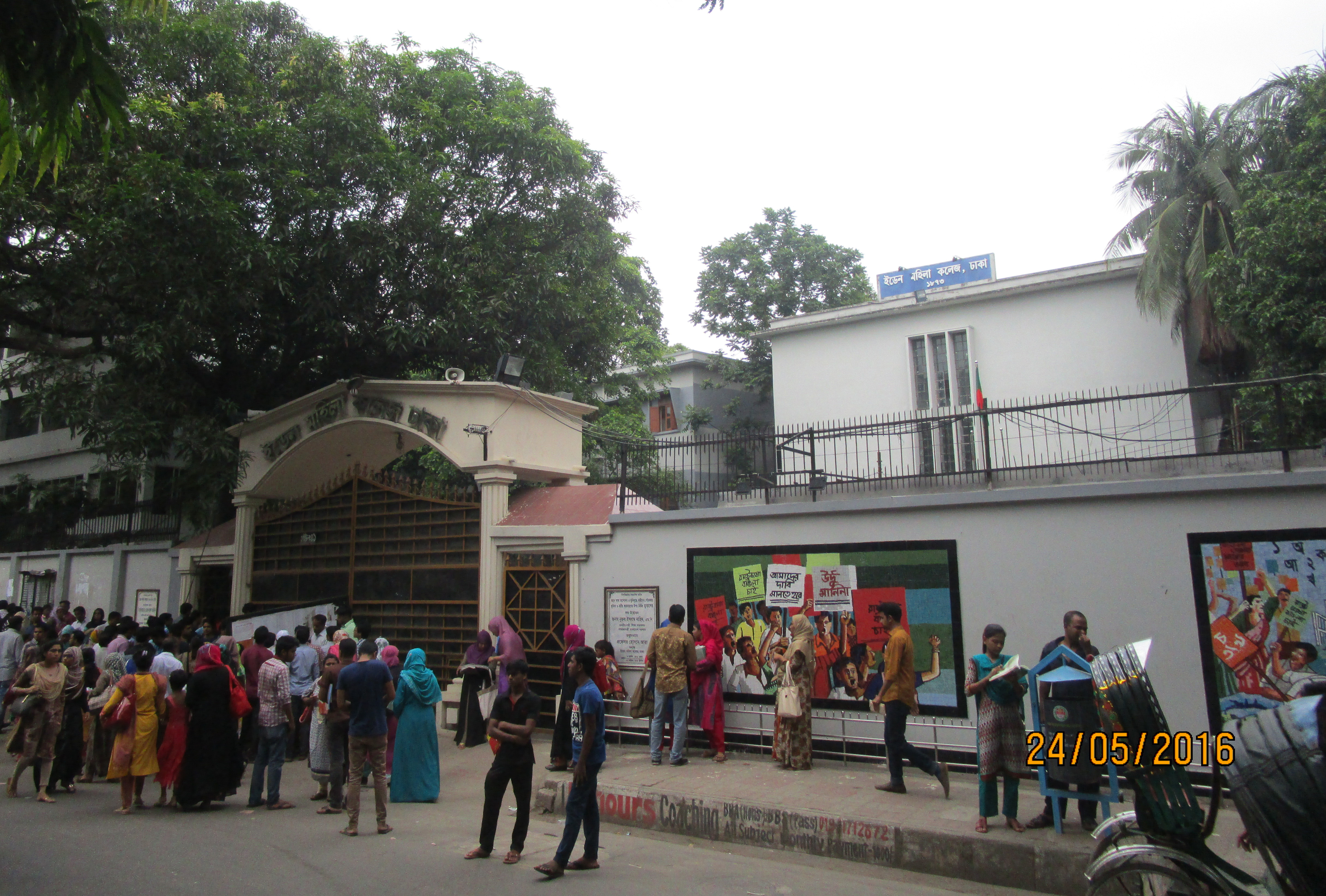
Le portail d'entrée d'Eden Mohila College.

Eden Mohila College (bengali : ইডেন মহিলা কলেজ), généralement appelée Eden College (bengali : ইডেন কলেজ), est une université publique féminine située dans le quartier d'Azimpur, à Dacca, au Bangladesh. Elle est affiliée à l'université de Dacca et accueille plus de 35 000 élèves.

## Historique
L'établissement est fondé en 1873 dans le quartier de Farashganj à Dacca. En 1878, il est nommé en l'honneur de Ashley Eden, lieutenant-gouverneur du Bengale sous le Raj britannique. L'université emménage dans ses locaux actuels en 1963.

## Anciens élèves notables
- Pritilata Waddedar
- Sheikh Hasina
- Shamima Nazneen

## Professeurs notables
- Akhtar Imam a enseigné à Eden College à partir du milieu des années 1940 jusqu'en 1956[2] ;
- Siddika Kabir[3] ;
- Khodeja Khatun, écrivain, est professeure de bengali à Eden College de 1960 à 1968 ; elle devient le principal de l'université en 1972[4].